# Саамилахоро
Саамилахвро (также известен как, Саамилахоро, груз. საამილახორო, საამილახვრო) — политико-административная единица — садрошо и сатавадо, которым руководил назначенный царём чиновник — Амилахори, из княжеской династии Амилахвари. Территория Саамилахоро располагалась между реками Лехура и Лиахви. 

## История

В родовом гербе князей Амилахвари - третьего по знатности рода Картли, - доминируют военные символы - пушки, сабли, ядра, боевые знамена. Князья из этого дома являлись наследственными амилахорами (командующими конницей) Грузии и наследственными моуравами (воеводами) Гори. Поэтому среди символов герба - военный ботфорт и боевое знамя с Георгием Победоносцем. В правом верхнем углу гербового поля - чаша и солнце. Этот символ появился после того, как один из князей Амилахвари погиб, защищая жизнь царя Георгия VIII от заговорщиков. Чаша символизирует кровь князя, пролитую за царя, а солнце - самого монарха.

Оно возникло в начале 14 века, когда семья Зедгенидзе унаследовала имение Схвилоури. В конце XIV века их родовыми могилами были Ахалцихе (в долине Арагви) и Шиомгвиме (в более поздние времена Амилахвров хоронили и в Самтависи). Многие представители рода являлись моуравами Гори.

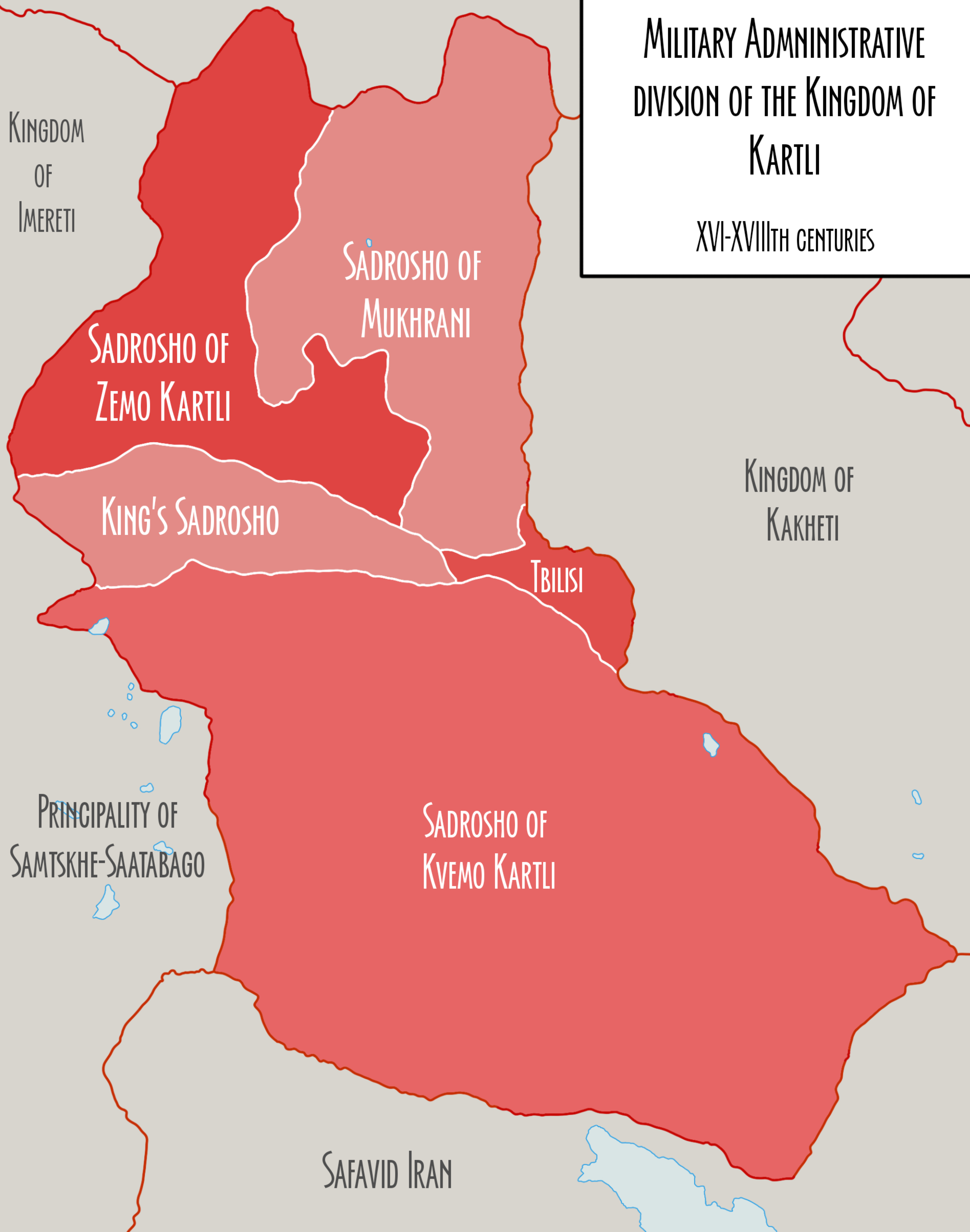

### Как появился княжеский род Амилахвари
Царевич 18 века, Вахтанг, сын Эреклэ II, царя Картли-Кахети, пишет:
Словом все истинные сыны отечества должны подражать, столь известному в нашей стране Амилохорову. Это проишествие может быть стократно повествованно, столь оно редко и изящно.
- Иотам Амилохоров узнав, что некоторые соумышленники вознамерились лишить жизни Царя Георгия VIII, находящегося в походе, приходить к своему Государю и открывает ему ковъ.

Положено было соумышленниками тайным образом войти к царю в его палатку и там умертвить его. Этот верный подданный почтен клеветником: Георгий не хочет ему верить и тем сам стремится в пропасть. Амилахоров соболезнует о недоверчивости Царя, предается непоколебимому своему усердию к его особе и предпринимает спасти его насчет своей жизни. Он уговаривает Георгия уступить ему в ту ночь свою постель и скрыться в толпе телохранителей. В полночь, вторгаются в Царскую Палатку изменники, и пресекают жизнь Амилахорова, надеясь поразить Георгия. Сей редкий слуга, получая смертоносные удары, не произнес ни одного слова, могучего открыть тайну его верности. Он усердствовал сколько к своему Государю, сколько и к отечеству, которое могло сделаться по смерти Георгия, жертвою беспорядков и мятежей.

В благодарность, царь даровал княжеский титул всему его законному потомству.Алмасхан (Вахтанг) Багратиони, письма
В 1429 году в руки Зедгенидзе перешли Каспи, Игоэти, Назалеви, Гоми, Уплисцихе, Педисдзири. В первой половине XV века род Зедгенидзе получил имя Амилахор, с течением времени оно стало их родовой фамилией в форме Амилахвари. 
В 1470-х годах они владели крепостными в Мцхете, Карсане, Дзагнакорне, Ахатани, Хатистобенси. 
Права Зедгенидзе-Амилахори укрепились в XV-XVI веках, когда Картли была разделена на садрошо, и командиром правого командования был назначен Амилахор. Они командовали мемарджвене (მემარჯვენე), «правый фланг».  
Силу амилахоров увеличивало и то, что с начала XV века они владели именем Горийских моуравов. 
В XIV-XVI веках центр был крупным, а с начала XVII века - Квемо Чала. Саамилахоро особенно укрепилось со второй половины 17 века и первой половине 18 века.
В 20-х годах 17 века Амилахвари и Эриставы из Ксани низложили род Газни и разделили Газнили между собой. После этого Самилахоро граничил с Ксанским саэриставством с юго-востока.

### Наследие
После поражения восстания Гиви Амилахвари, его власть постепенно пришла в упадок. После присоединения Грузии к России название Амилахори утратило свое значение и Саамилахоро как политико-административная единица прекратила свое существование.

#### Боковые ветви династии Амилахвари
- князья Эмухвари/Эмхвари (в период советизации и политических репрессий были раскулачены и переделаны в Эмурхба) - боковая ветвь рода Амилахвари, князья. Княжили в Самурзакано. [1]

## Вассалы
1. Князь Саджавахо, возглавляемое князьями Джавахишвили; [2]
2. Глава княжеского рода Павленишвили, с прилегающим к нему доменом; [2]
3. Глава княжеского рода Кадирбегишвили, с прилегающим к нему доменом; [2]
4. Князь Сатуманишвило, возглавляемое князьями Туманишвили; [2]
5. Князь Саратишвило, возглавляемое князьями Ратишвили; [2]
6. Князь Самагхаладзо/Самагхалашвило, возглавляемое князьями Магхаладзе/Магхалашвили [2]